# Mikhaïl Issakovski
Mikhaïl Issakovski   (Glotovka, 7 de gener de 1900 (Julià) - Moscou, 20 de juliol de 1973), nom complet amb patronímic Mikhaïl Vassílievitx Issakovski, rus: Михаи́л Васи́льевич Исако́вский, fou un poeta soviètic i rus, escriptor en prosa i traductor. Heroi del Treball Socialista (1970). Guanyador de dos Premis Stalin de primer grau (1943, 1949).
Comunista des de molt jove, va escriure molts poemes i cançons en lloança del règim; però la seva cançó més famosa és, sens dubte, la més apolítica, Katiuixa.

## Biografia
Va néixer el 19 de gener [C.J. 7 de gener] de 1900 al poble de Glótovka, uiezd de Iélnia, gubèrnia de Smolensk (avui raion d'Ugranski, óblast de Smolensk) en una família de pagesos pobres. Va aprendre a llegir i escriure pel seu compte. A partir de la tardor de 1911, va poder anar a l'escola i es va graduar en la primavera de 1913, rebent un "5" en tots els temes. El 1915 va continuar els seus estudis al gymnasium, del qual va haver d'anar-se'n, ja que la família patia una gran necessitat. Un dels seus poemes d'estudiant, Prosba soldata, rus: Просьба солдата ("Sol·licitud d'un soldat"), es va publicar el 1914 al diari "Nov". El 1918 es va unir al PCUS. De 1921 a 1931 va treballar en diaris de Smolensk. El 1926, sent redactor d'un diari, va ajudar el seu jove talentós paisà Aleksandr Tvardovski. El 1931 es va traslladar a Moscou i va treballar com a editor de la revista Kolkhoznik. No obstant això, el 1932, a causa del deteriorament de la seva vista, va abandonar l'oficina editorial i es va dedicar únicament al treball literari.
Molts poemes d'Isakovski han estat musicats. Els més famosos són Katiuixa (rus: Катюша) i "Els enemics van cremar la seva pròpia barraca", (rus: Враги сожгли родную хату) (música de Matvei Blànter), "Al bosc prop del front" (rus: Влесу прифронтовом), "Les aus migratòries volen" (rus: Летят перелётные птицы), "Acordió solitari" (rus: Одинокая гармонь), "Sota els estels balcànics", (rus: Под звёздами балканскими) i altres. Les seves cançons "Així com eres, així et vas quedar" (rus: Каким ты был, таким ты и остался), i "Oh, el marfull floreix" (rus: Ой, цветет калина) es van utilitzar com a bandes sonores a la pel·lícula, Cosacs del Kuban (rus: Кубанские казаки) (1949).
El 1927, es va publicar la primera col·lecció de poemes del poeta, Próvoda v solome, rus: Провода в соломе ("Fils de palla") que van agradar a Maksim Gorki. Com a resultat de la cooperació amb Vladímir Zakhàrov, cançons amb les lletres d'Isakovsky apareixen al repertori del Cor Piatnitski. Les més famosa d'elles: «Вдоль деревни», «Провожанье», «И кто его знает». Segons Aleksandra Permiakova, actual directora artística del Cor Piatnitski, aquestes cançons van fer famós el cor. El poema Skazka o pravde, rus: Сказка о правде ("El conte de la veritat), escrit el 1945-1946, només es va publicar el 1987.
A més de nombroses col·leccions de poesia va publicar un llibre titulat O poetitxéskom masterstve, rus: О поэтическом мастерстве ("Sobre l'habilitat poètica"). Va dedicar molt de temps a transcriure i processar cançons antigues i contes de fades; també és conegut per les traduccions de l'ucraïnès, belarús i altres idiomes. Va traduir en particular les obres de Taràs Xevtxenko «Причинна», «Катерина», «Гоголю» i altres; els poetes belarussos Ianka Kupala («Нікому», «Над ракою Арэсай», «Адвечная песьня»), Iakub Kolas («Сымон-музыка») Arkadz Kuliaixou «(Прыгоды цымбал»)., Adam Russak («Бывайце здаровы»); també va traduir cançons populars serbis i va escriure el llibre autobiogràfic Na Iélninskoi zemle rus: На Ельнинской земле ("Sobre la terra de Iélnia", 1969).
Mikhaïl estigué involucrat en política, i fou, durant quatre legislatures, diputat del Soviet Suprem de la RSFSR.
Mikhaïl Issakovski va morir el 20 de juliol de 1973. És enterrat al Cementiri de Novodévitxi (parcel·la núm. 7)

## Premis i condecoracions
- Premi Stalin del primer grau (1943) - pels textos de les conegudes cançons «И кто его знает…», «Шёл со службы пограничник…», «Катюша», «Провожанье» i altres
- Premi Stalin primer grau (1949) - per a la col·lecció "Poemes i cançons", rus: Стихи и песни
- Heroi del Treball Socialista (19/01/1970)
- Quatre Ordes de Lenin (30/01/1950; 21/01/1960; 28/10/1967; 19/01/1970)
- Dues Ordes de la Bandera Roja del Treball (01/31/1939; 23/09/1945)
- Orde de la Insígnia d'Honor (28/10/1967)